# Caca Bonita
Caca Bonita è il secondo EP dei Papa Roach del 1995.
Il titolo si riferisce ad un episodio al liceo del futuro bassista Tobin Esperance, che venne interrogato in spagnolo e seppe dire solo "Caca Bonita".

## Tracce

### Lato A
1. Gerber

### Lato B
1. DIRTYcutFREAK

## Formazione
- Jacoby Shaddix - voce
- Jerry Horton - chitarra
- Will James - basso
- Dave Buckner - batteria